# Discografia di The Weeknd
La discografia di The Weeknd, cantante alternative R&B canadese, è composta da sei album in studio, un album dal vivo, tre raccolte, una colonna sonora, tre mixtape, due EP e oltre settanta singoli, pubblicati tra il 2011 e il 2025.

## Album

### Album in studio
| Anno                                                                          | Titolo | Classifiche | Classifiche | Classifiche | Classifiche | Classifiche | Classifiche | Classifiche | Classifiche | Classifiche | Classifiche | Unità          | Certificazioni |
| Anno                                                                          | Titolo | CAN         | AUS         | FRA         | GER         | ITA         | NLD         | NZL         | SWE         | UK          | USA         | Unità          | Certificazioni |
| ----------------------------------------------------------------------------- | --- | ----------- | ----------- | ----------- | ----------- | ----------- | ----------- | ----------- | ----------- | ----------- | ----------- | -------------- | --- |
| 2013                                                                          | Kiss Land - Pubblicato: 10 settembre 2013 - Etichetta: XO, Republic - Formati: CD, LP, download digitale, streaming                | 2           | 30          | 93          | 93          | —           | 52          | 52          | 60          | 12          | 2           |                | - CAN: Platino - UK: Oro - USA: Oro |
| 2015                                                                          | Beauty Behind the Madness - Pubblicato: 28 agosto 2015 - Etichetta: XO, Republic - Formati: CD, 2 LP, download digitale, streaming | 1           | 1           | 6           | 7           | 21          | 2           | 2           | 1           | 1           | 1           | - UK: 786 366  | - AUS: Platino - CAN: Platino (7) - GER: Oro - ITA: Oro - NZL: Platino (3) - SWE: Platino - UK: Platino (2) - USA: Platino (4)                                    |
| 2016                                                                          | Starboy - Pubblicato: 25 novembre 2016 - Etichetta: XO, Republic - Formati: CD, 2 LP, download digitale, streaming                 | 1           | 1           | 10          | 10          | 8           | 3           | 5           | 1           | 5           | 1           | - UK: 801 973  | - AUS: Platino - CAN: Platino (7) - FRA: Platino (3) - GER: Platino - ITA: Platino (2) - NZL: Platino (5) - SWE: Platino (2) - UK: Platino (2) - USA: Platino (6) |
| 2020                                                                          | After Hours - Pubblicato: 20 marzo 2020 - Etichetta: XO, Republic - Formati: CD, MC, 2 LP, download digitale, streaming            | 1           | 1           | 2           | 5           | 1           | 1           | 1           | 1           | 1           | 1           | - UK: 439 014  | - CAN: Platino (5) - FRA: Diamante - GER: Oro - ITA: Platino (3) - NLD: Diamante - NZL: Platino - SWE: Platino (2) - UK: Platino - USA: Platino (2)               |
| 2022                                                                          | Dawn FM - Pubblicato: 7 gennaio 2022 - Etichetta: XO, Republic - Formati: CD, MC, 2 LP, download digitale, streaming               | 1           | 1           | 3           | 5           | 2           | 1           | 1           | 1           | 1           | 2           |                | - CAN: Platino - FRA: Platino - ITA: Platino - NZL: Platino - UK: Oro - USA: Platino                                                                              |
| 2025                                                                          | Hurry Up Tomorrow - Pubblicato: 31 gennaio 2025 - Etichetta: XO, Republic - Formati: CD, MC, LP, download digitale, streaming      | 1           | 1           | 1           | 1           | 2           | 1           | 1           | 3           | 1           | 1           | - USA: 591 500 | - FRA: Platino - ITA: Oro - UK: Oro |
| "—" indica una pubblicazione non classificata o non pubblicata in quel Paese. | |             |             |             |             |             |             |             |             |             |             |                | |

### Album dal vivo
| Anno | Titolo | Classifiche | Classifiche |
| Anno | Titolo | NLD         | USA         |
| ---- | --- | ----------- | ----------- |
| 2023 | Live at SoFi Stadium - Pubblicato: 3 marzo 2023 - Etichetta: XO, Republic - Formati: 3 LP, download digitale, streaming | 44          | 172         |

### Raccolte
| 2012                                                                          | Trilogy - Pubblicato: 13 novembre 2012 - Etichetta: XO, Republic - Formati: 3 CD, 6 LP, download digitale, streaming       | 5 | 93 | 128 | 90 | —  | 48 | 37 | 4 |                 | - CAN: Platino (2) - NZL: Oro - UK: Oro - USA: Platino (3)                                |
| 2018                                                                          | The Weeknd in Japan - Pubblicato: 21 novembre 2018 - Etichetta: XO, Republic - Formati: CD, download digitale, streaming   | — | —  | —   | —  | —  | —  | —  | — |                 |                                                                                           |
| 2021                                                                          | The Highlights - Pubblicato: 5 febbraio 2021 - Etichetta: XO, Republic - Formati: CD, MC, LP, download digitale, streaming | 1 | 2  | 4   | 13 | 44 | 29 | 2  | 2 | - UK: 1 277 231 | - CAN: Platino (3) - FRA: Platino (3) - ITA: Platino - NZL: Platino (7) - UK: Platino (4) |
| "—" indica una pubblicazione non classificata o non pubblicata in quel Paese. | |   |    |     |    |    |    |    |   |                 |                                                                                           |

## Mixtape
| Anno                                                                          | Titolo                                                                                      | Classifiche | Certificazioni           |
| Anno                                                                          | Titolo                                                                                      | USA         | Certificazioni           |
| ----------------------------------------------------------------------------- | ------------------------------------------------------------------------------------------- | ----------- | ------------------------ |
| 2011                                                                          | House of Balloons - Pubblicato: 21 marzo 2011 - Formati: download digitale, CD, MC, 2 LP    | 113         | - CAN: Platino - UK: Oro |
| 2011                                                                          | Thursday - Pubblicato: 18 agosto 2011 - Formati: download digitale, CD, MC, 2 LP            | —           |                          |
| 2011                                                                          | Echoes of Silence - Pubblicato: 21 dicembre 2011 - Formati: download digitale, CD, MC, 2 LP | —           |                          |
| "—" indica una pubblicazione non classificata o non pubblicata in quel Paese. |                                                                                             |             |                          |

## Extended play
| 2018                                                                          | My Dear Melancholy, - Pubblicato: 30 marzo 2018 - Etichetta: XO, Republic - Formati: CD, 12", download digitale, streaming | 1 | 3 | 17 | 7 | 24 | 3 | 2 | 1 | 3 | 1 | - CAN: Platino - ITA: Oro - NZL: Platino - UK: Oro - USA: Platino |
| 2020                                                                          | After Hours (Remixes) - Pubblicato: 3 aprile 2020 - Etichetta: XO, Republic - Formati: 12", download digitale, streaming   | — | — | —  | — | —  | — | — | — | — | — |                                                                   |
| "—" indica una pubblicazione non classificata o non pubblicata in quel Paese. | |   |   |    |   |    |   |   |   |   |   |                                                                   |

## Singoli

### Come artista principale
| Anno                                                                          | Titolo                                               | Classifiche | Classifiche | Classifiche | Classifiche | Classifiche | Classifiche | Classifiche | Classifiche | Classifiche | Certificazioni | Album di provenienza                                             |
| Anno                                                                          | Titolo                                               | CAN         | AUS         | FRA         | GER         | NLD         | NZL         | SWE         | UK          | USA         | Certificazioni | Album di provenienza                                             |
| ----------------------------------------------------------------------------- | ---------------------------------------------------- | ----------- | ----------- | ----------- | ----------- | ----------- | ----------- | ----------- | ----------- | ----------- | --- | ---------------------------------------------------------------- |
| 2012                                                                          | Wicked Games                                         | 43          | —           | —           | —           | —           | —           | —           | 152         | 53          | - CAN: Platino (2) - NZL: Platino - UK: Argento - USA: Platino (3)                                                                                                 | Trilogy                                                          |
| 2012                                                                          | Twenty Eight                                         | —           | —           | —           | —           | —           | —           | —           | 150         | —           | - USA: Platino | Trilogy                                                          |
| 2012                                                                          | The Zone (feat. Drake)                               | —           | —           | —           | —           | —           | —           | —           | —           | —           | - USA: Platino | Trilogy                                                          |
| 2013                                                                          | Kiss Land                                            | —           | —           | —           | —           | —           | —           | —           | —           | —           | | Kiss Land                                                        |
| 2013                                                                          | Belong to the World                                  | —           | —           | —           | —           | —           | —           | —           | —           | —           | | Kiss Land                                                        |
| 2013                                                                          | Love in the Sky                                      | —           | —           | —           | —           | —           | —           | —           | —           | —           | | Kiss Land                                                        |
| 2013                                                                          | Live For (feat. Drake)                               | —           | —           | —           | —           | —           | —           | —           | 111         | 119         | | Kiss Land                                                        |
| 2014                                                                          | Wanderlust                                           | 45          | —           | —           | —           | —           | —           | —           | —           | —           | - CAN: Oro | Kiss Land                                                        |
| 2014                                                                          | Often                                                | 69          | —           | —           | —           | 65          | —           | 55          | 65          | 69          | - CAN: Platino (3) - GER: Oro - ITA: Oro - NZL: Platino (2) - SWE: Platino - UK: Platino - USA: Platino (4)                                                        | Beauty Behind the Madness                                        |
| 2014                                                                          | Love Me Harder (con Ariana Grande)                   | 10          | 19          | 27          | 35          | 12          | 28          | 26          | 48          | 7           | - CAN: Platino (2) - GER: Oro - ITA: Platino - NZL: Platino (2) - SWE: Platino (2) - UK: Platino - USA: Platino (5)                                                | My Everything                                                    |
| 2014                                                                          | Earned It                                            | 8           | 13          | 2           | 17          | 8           | 7           | 7           | 4           | 3           | - CAN: Platino (6) - FRA: Oro - GER: Platino - ITA: Platino - NZL: Platino (4) - SWE: Platino (3) - UK: Platino (3) - USA: Diamante                                | Fifty Shades of Grey: Original Motion Picture Soundtrack         |
| 2015                                                                          | The Hills                                            | 1           | 3           | 11          | 10          | 29          | 2           | 13          | 3           | 1           | - CAN: Diamante - GER: Oro (3) - ITA: Platino (2) - NZL: Platino (7) - SWE: Platino (3) - UK: Platino (4) - USA: Diamante                                          | Beauty Behind the Madness                                        |
| 2015                                                                          | Can't Feel My Face                                   | 1           | 2           | 5           | 14          | 3           | 1           | 6           | 3           | 1           | - CAN: Diamante - FRA: Oro - GER: Platino - ITA: Platino (3) - NZL: Platino (6) - SWE: Platino (6) - UK: Platino (4) - USA: Platino (8)                            | Beauty Behind the Madness                                        |
| 2015                                                                          | In the Night                                         | 12          | 13          | 124         | 72          | 22          | 22          | 40          | 48          | 12          | - CAN: Platino (2) - ITA: Oro - NZL: Platino - SWE: Platino - UK: Argento - USA: Platino (2)                                                                       | Beauty Behind the Madness                                        |
| 2015                                                                          | Acquainted                                           | 73          | 96          | —           | —           | —           | —           | —           | 90          | 60          | - CAN: Platino - NZL: Platino - UK: Oro - USA: Platino (3) | Beauty Behind the Madness                                        |
| 2016                                                                          | Starboy (feat. Daft Punk)                            | 1           | 2           | 1           | 3           | 1           | 1           | 1           | 2           | 1           | - CAN: Diamante - FRA: Diamante - GER: Platino (2) - ITA: Platino (4) - NZL: Platino (7) - SWE: Platino (4) - UK: Platino (5) - USA: Platino (15)                  | Starboy                                                          |
| 2016                                                                          | False Alarm                                          | 33          | 72          | 98          | 79          | —           | —           | 89          | 51          | 55          | - CAN: Platino - NZL: Oro - UK: Argento - USA: Platino | Starboy                                                          |
| 2016                                                                          | Party Monster                                        | 8           | 33          | 88          | 34          | 27          | 27          | 26          | 17          | 16          | - CAN: Platino (4) - FRA: Oro - ITA: Oro - NZL: Platino - UK: Platino - USA: Platino (3)                                                                           | Starboy                                                          |
| 2016                                                                          | I Feel It Coming (feat. Daft Punk)                   | 10          | 7           | 1           | 29          | 4           | 7           | 5           | 9           | 4           | - CAN: Platino (5) - FRA: Diamante - GER: Platino - ITA: Platino (3) - NZL: Platino (5) - SWE: Platino (3) - UK: Platino (2) - USA: Platino (8)                    | Starboy                                                          |
| 2017                                                                          | Reminder                                             | 16          | —           | 74          | 93          | 60          | —           | 76          | 39          | 31          | - CAN: Platino (3) - FRA: Platino - GER: Oro - ITA: Oro - NZL: Platino (2) - UK: Platino - USA: Platino (3)                                                        | Starboy                                                          |
| 2017                                                                          | Rockin'                                              | 25          | —           | 176         | 60          | 25          | —           | 12          | 26          | 44          | - CAN: Platino - ITA: Oro - NZL: Oro - UK: Argento | Starboy                                                          |
| 2017                                                                          | Die for You (solo o con Ariana Grande)               | 2           | 3           | 22          | 10          | 6           | 2           | 8           | 3           | 1           | - CAN: Platino (8) - FRA: Diamante - GER: Oro - ITA: Platino (2) - NZL: Platino (6) - UK: Platino (2) - USA: Diamante                                              | Starboy                                                          |
| 2017                                                                          | Secrets                                              | 27          | —           | 114         | —           | 55          | —           | 77          | 47          | 47          | - CAN: Platino - NZL: Oro - USA: Platino | Starboy                                                          |
| 2018                                                                          | Pray for Me (con Kendrick Lamar)                     | 5           | 9           | 14          | 24          | 22          | 12          | 4           | 11          | 7           | - CAN: Platino (3) - FRA: Platino - GER: Oro - ITA: Oro - NZL: Platino (2) - SWE: Platino - UK: Platino - USA: Platino (2)                                         | Black Panther: The Album Music from and Inspired By              |
| 2018                                                                          | Call Out My Name                                     | 1           | 3           | 22          | 7           | 14          | 7           | 6           | 7           | 4           | - CAN: Platino (3) - FRA: Diamante - GER: Oro - ITA: Platino - NZL: Platino (3) - SWE: Oro - UK: Platino (2) - USA: Platino (3)                                    | My Dear Melancholy,                                              |
| 2019                                                                          | Lost in the Fire (con Gesaffelstein)                 | 14          | 24          | 78          | 49          | 60          | —           | 9           | 9           | 27          | - CAN: Platino - FRA: Platino - GER: Oro - ITA: Oro - NZL: Platino (2) - SWE: Oro - UK: Argento - USA: Platino (2)                                                 | Hyperion                                                         |
| 2019                                                                          | Power Is Power (con SZA e Travis Scott)              | 50          | 30          | —           | —           | —           | —           | 41          | 45          | 60          | - USA: Oro | For the Throne: Music Inspired by the HBO Series Game of Thrones |
| 2019                                                                          | Heartless                                            | 3           | 10          | 69          | 36          | 30          | 13          | 27          | 10          | 1           | - CAN: Platino (3) - FRA: Oro - ITA: Oro - NZL: Platino - SWE: Platino - UK: Platino - USA: Platino (3)                                                            | After Hours                                                      |
| 2019                                                                          | Blinding Lights                                      | 1           | 1           | 1           | 1           | 1           | 1           | 1           | 1           | 1           | - AUS: Platino (13) - CAN: Diamante - FRA: Diamante - GER: Platino (3) - ITA: Platino (6) - NZL: Platino (9) - SWE: Platino (11) - UK: Platino (8) - USA: Diamante | After Hours                                                      |
| 2020                                                                          | In Your Eyes (solo o feat. Doja Cat)                 | 13          | 13          | 31          | 68          | 19          | 24          | 7           | 17          | 16          | - CAN: Platino (2) - FRA: Diamante - GER: Oro - ITA: Platino (2) - NZL: Platino (2) - SWE: Platino (3) - UK: Platino - USA: Platino                                | After Hours                                                      |
| 2020                                                                          | Smile (con Juice Wrld)                               | 7           | 8           | 152         | 57          | 47          | 12          | 17          | 23          | 8           | - NZL: Platino - UK: Argento | Legends Never Die                                                |
| 2020                                                                          | Over Now (con Calvin Harris)                         | 22          | 17          | 194         | 92          | 83          | 38          | 15          | 33          | 38          | | /                                                                |
| 2020                                                                          | King of the Fall                                     | —           | —           | —           | —           | —           | —           | —           | —           | —           | | /                                                                |
| 2020                                                                          | Hawái (Remix) (con Maluma)                           | 21          | —           | 86          | 62          | 28          | —           | 28          | 84          | 12          | - ITA: Platino - USA: Platino (22) (Latin) | /                                                                |
| 2020                                                                          | Save Your Tears (solo o con Ariana Grande)           | 1           | 4           | 9           | 5           | 15          | 11          | 3           | 2           | 1           | - CAN: Diamante - FRA: Diamante - GER: Platino (2) - ITA: Platino (5) - NZL: Platino (7) - SWE: Platino (6) - UK: Platino (4) - USA: Diamante                      | After Hours                                                      |
| 2021                                                                          | You Right (con Doja Cat)                             | 10          | 11          | 120         | 54          | 59          | 6           | 53          | 9           | 11          | - CAN: Platino - FRA: Oro - ITA: Oro - NZL: Platino (2) - SWE: Oro - UK: Argento - USA: Platino (2)                                                                | Planet Her                                                       |
| 2021                                                                          | Better Believe (con Belly e Young Thug)              | 23          | —           | —           | —           | —           | —           | —           | —           | 88          | | See You Next Wednesday                                           |
| 2021                                                                          | Take My Breath                                       | 3           | 9           | 47          | 18          | 29          | 12          | 11          | 13          | 6           | - FRA: Diamante - GER: Oro - ITA: Platino - NZL: Platino - SWE: Platino - UK: Platino - USA: Platino                                                               | Dawn FM                                                          |
| 2021                                                                          | Die for It (con Belly feat. Nas)                     | 65          | —           | —           | —           | —           | —           | 85          | —           | 121         | | See You Next Wednesday                                           |
| 2021                                                                          | Hurricane (con Kanye West feat. Lil Baby)            | 4           | 4           | 41          | 37          | 28          | 3           | 12          | 7           | 6           | - CAN: Platino - UK: Argento - USA: Platino (2) | Donda                                                            |
| 2021                                                                          | Moth to a Flame (con gli Swedish House Mafia)        | 7           | 8           | —           | 14          | 22          | 13          | 5           | 15          | 27          | - FRA: Diamante - GER: Oro - ITA: Platino (2) - NZL: Platino - UK: Platino - USA: Platino                                                                          | Paradise Again                                                   |
| 2021                                                                          | One Right Now (con Post Malone)                      | 7           | 9           | 133         | 45          | 47          | 19          | 11          | 20          | 6           | - CAN: Platino (3) - FRA: Oro - NZL: Platino - SWE: Platino - UK: Oro                                                                                              | Twelve Carat Toothache                                           |
| 2022                                                                          | Sacrifice                                            | 9           | 9           | 21          | 27          | 15          | 22          | 5           | 10          | 11          | - FRA: Diamante - ITA: Platino - NZL: Oro - SWE: Oro - UK: Argento                                                                                                 | Dawn FM                                                          |
| 2022                                                                          | Out of Time                                          | 20          | 29          | 55          | —           | 86          | —           | 46          | —           | 32          | - FRA: Oro - ITA: Oro - NZL: Oro - UK: Argento - USA: Platino | Dawn FM                                                          |
| 2022                                                                          | Creepin' (con Metro Boomin e 21 Savage)              | 1           | 7           | 8           | 10          | 7           | 6           | 8           | 7           | 3           | - CAN: Platino (3) - FRA: Diamante - GER: Oro - ITA: Platino - NZL: Platino (2) - USA: Platino (2)                                                                 | Heroes & Villains                                                |
| 2023                                                                          | Double Fantasy (feat. Future)                        | 7           | 9           | 34          | 23          | 38          | 11          | 18          | 14          | 18          | | The Idol Vol. 1                                                  |
| 2023                                                                          | Popular (feat. Playboi Carti e Madonna)              | 10          | 11          | 89          | 23          | 31          | 12          | 32          | 11          | 43          | - FRA: Platino - ITA: Platino - NZL: Platino (2) - UK: Platino - USA: Platino                                                                                      | The Highlights (Deluxe)                                          |
| 2023                                                                          | K-pop (con Travis Scott e Bad Bunny)                 | 14          | 22          | 20          | 22          | 49          | 27          | 26          | 24          | 7           | - ITA: Oro | Utopia                                                           |
| 2023                                                                          | One of the Girls (con Jennie e Lily-Rose Depp)       | 29          | 30          | 110         | 53          | 66          | 28          | 26          | 21          | 51          | - FRA: Platino - ITA: Oro - NZL: Platino (2) - UK: Platino - USA: Platino                                                                                          | The Idol Vol. 4                                                  |
| 2024                                                                          | Young Metro (con Future e Metro Boomin)              | 17          | 68          | 111         | —           | —           | —           | —           | —           | 9           | - CAN: Oro | We Don't Trust You                                               |
| 2024                                                                          | We Still Don't Trust You (con Future e Metro Boomin) | 21          | —           | —           | —           | —           | —           | —           | 49          | 22          | - CAN: Oro | We Still Don't Trust You                                         |
| 2024                                                                          | Dancing in the Flames                                | 15          | 19          | 31          | 13          | 32          | 32          | 10          | 12          | 14          | - FRA: Oro - UK: Argento | /                                                                |
| 2024                                                                          | Timeless (con Playboi Carti)                         | 4           | 11          | 20          | 8           | 24          | 4           | 17          | 7           | 3           | - FRA: Platino - NZL: Platino - UK: Platino | Hurry Up Tomorrow                                                |
| 2024                                                                          | São Paulo (con Anitta)                               | 22          | 32          | 18          | 16          | 38          | —           | 33          | 21          | 77          | - FRA: Oro - UK: Argento | Hurry Up Tomorrow                                                |
| 2025                                                                          | Cry for Me                                           | 8           | 20          | 15          | —           | 24          | 35          | 12          | 8           | 12          | - FRA: Oro | Hurry Up Tomorrow                                                |
| 2025                                                                          | Rather Lie (con Playboi Carti)                       | 9           | 16          | 59          | 63          | 41          | 7           | 49          | 10          | 4           | | Music                                                            |
| "—" indica una pubblicazione non classificata o non pubblicata in quel Paese. |                                                      |             |             |             |             |             |             |             |             |             | |                                                                  |

### Come artista ospite
| Anno                                                                          | Titolo                                                                 | Classifiche | Classifiche | Classifiche | Classifiche | Classifiche | Classifiche | Certificazioni                                                    | Album di provenienza                                               |
| Anno                                                                          | Titolo                                                                 | CAN         | AUS         | NLD         | NZL         | UK          | USA         | Certificazioni                                                    | Album di provenienza                                               |
| ----------------------------------------------------------------------------- | ---------------------------------------------------------------------- | ----------- | ----------- | ----------- | ----------- | ----------- | ----------- | ----------------------------------------------------------------- | ------------------------------------------------------------------ |
| 2012                                                                          | Crew Love (Drake feat. The Weeknd)                                     | 80          | —           | —           | —           | 37          | 80          | - NZL: Oro - UK: Platino                                          | Take Care                                                          |
| 2012                                                                          | Remember You (Wiz Khalifa feat. The Weeknd)                            | —           | —           | —           | —           | 186         | 63          |                                                                   | O.N.I.F.C.                                                         |
| 2013                                                                          | One of Those Night (Juicy J feat. The Weeknd)                          | —           | —           | —           | —           | —           | —           |                                                                   | Stay Trippy                                                        |
| 2013                                                                          | Odd Look Remix (Kavinsky feat. The Weeknd)                             | —           | —           | —           | —           | —           | —           |                                                                   | OutRun                                                             |
| 2013                                                                          | Elastic Heart (Sia feat. The Weeknd e Diplo)                           | —           | 67          | 46          | 7           | 61          | —           | - NZL: Platino (4)                                                | The Hunger Games: Catching Fire Original Motion Picture Soundtrack |
| 2014                                                                          | Or Nah (Remix) (Ty Dolla Sign feat. The Weeknd, Wiz Khalifa e Mustard) | —           | —           | —           | —           | —           | —           | - CAN: Platino (2)                                                | /                                                                  |
| 2015                                                                          | Drinks on Us (Mike Will Made It feat. Swae Lee, Future e The Weeknd)   | —           | —           | —           | —           | —           | —           |                                                                   | Ransom                                                             |
| 2015                                                                          | Might Not (Belly feat. The Weeknd)                                     | 28          | —           | —           | —           | —           | 68          | - CAN: Platino (2)                                                | Up for Days                                                        |
| 2016                                                                          | Wonderful (Travis Scott feat. The Weeknd)                              | —           | —           | —           | —           | —           | —           |                                                                   | Birds in the Trap Sing McKnight                                    |
| 2016                                                                          | Low Life (Future feat. The Weeknd)                                     | —           | —           | —           | —           | —           | —           | - FRA: Oro - GER: Oro - ITA: Oro - NZL: Platino (2) - UK: Platino | Evol                                                               |
| 2016                                                                          | Wild Love (Cashmere Cat feat. The Weeknd e Francis and the Lights)     | —           | —           | —           | —           | —           | —           |                                                                   | 9                                                                  |
| 2017                                                                          | Some Way (Nav feat. The Weeknd)                                        | 31          | —           | —           | —           | —           | 101         | - CAN: Platino - NZL: Oro - UK: Argento                           | Nav                                                                |
| 2017                                                                          | Lust for Life (Lana Del Rey feat. The Weeknd)                          | 39          | 44          | —           | —           | 38          | 64          | - ITA: Oro - NZL: Oro - UK: Argento                               | Lust for Life                                                      |
| 2017                                                                          | A Lie (French Montana feat. The Weeknd e Max B)                        | 30          | 71          | —           | —           | 51          | 75          |                                                                   | Jungle Rules                                                       |
| 2018                                                                          | What You Want (Belly feat. The Weeknd)                                 | —           | —           | —           | —           | —           | —           | - CAN: Oro                                                        | Immigrant                                                          |
| 2019                                                                          | Wake Up (Travis Scott feat. The Weeknd)                                | 27          | 67          | —           | 28          | —           | 30          | - NZL: Platino                                                    | Astroworld                                                         |
| 2021                                                                          | Poison (Aaliyah feat. The Weeknd)                                      | —           | —           | —           | —           | —           | —           |                                                                   | Unstoppable                                                        |
| "—" indica una pubblicazione non classificata o non pubblicata in quel Paese. |                                                                        |             |             |             |             |             |             |                                                                   |                                                                    |

## Altri brani entrati in classifica
| Anno                                                                          | Titolo                                                             | Classifiche | Classifiche | Classifiche | Classifiche | Classifiche | Classifiche | Classifiche | Classifiche | Classifiche | Certificazioni                                                        | Album di provenienza      |
| Anno                                                                          | Titolo                                                             | CAN         | AUS         | FRA         | ITA         | NLD         | NZL         | SWE         | UK          | USA         | Certificazioni                                                        | Album di provenienza      |
| ----------------------------------------------------------------------------- | ------------------------------------------------------------------ | ----------- | ----------- | ----------- | ----------- | ----------- | ----------- | ----------- | ----------- | ----------- | --------------------------------------------------------------------- | ------------------------- |
| 2015                                                                          | Tell Your Friends                                                  | 44          | —           | —           | —           | —           | —           | 100         | 74          | 54          | - CAN: Oro - NZL: Oro - USA: Platino                                  | Beauty Behind the Madness |
| 2017                                                                          | Curve (Gucci Mane feat. The Weeknd)                                | 40          | —           | —           | —           | —           | —           | —           | 78          | 67          |                                                                       | Mr. Davis                 |
| 2020                                                                          | After Hours                                                        | 14          | 11          | 44          | 36          | 27          | 29          | 10          | 20          | 20          | - FRA: Oro - ITA: Platino - NZL: Platino - UK: Platino - USA: Platino | After Hours               |
| 2022                                                                          | Nothing Is Lost (You Give Me Strength)                             | 88          | —           | 140         | —           | —           | —           | —           | —           | 123         |                                                                       | Avatar: The Way of Water  |
| 2023                                                                          | Circus Maximus (Travis Scott feat. The Weeknd e Swae Lee)          | 32          | 49          | 57          | —           | —           | —           | —           | —           | 36          |                                                                       | Utopia                    |
| 2025                                                                          | Wake Me Up (con i Justice)                                         | 28          | —           | 28          | 57          | —           | —           | 52          | —           | 45          |                                                                       | Hurry Up Tomorrow         |
| 2025                                                                          | Baptized in Fear                                                   | 24          | —           | 40          | 71          | —           | —           | 60          | —           | 46          |                                                                       | Hurry Up Tomorrow         |
| 2025                                                                          | Open Hearts                                                        | 27          | —           | 34          | 55          | —           | —           | 56          | —           | 48          |                                                                       | Hurry Up Tomorrow         |
| 2025                                                                          | Opening Night                                                      | 57          | —           | 78          | —           | —           | —           | —           | —           | 74          |                                                                       | Hurry Up Tomorrow         |
| 2025                                                                          | Reflections Laughing (con Travis Scott e Florence and the Machine) | 29          | —           | 44          | 74          | —           | —           | 82          | —           | 53          |                                                                       | Hurry Up Tomorrow         |
| 2025                                                                          | Enjoy the Show (con Future)                                        | 46          | —           | 74          | —           | —           | —           | —           | —           | 60          |                                                                       | Hurry Up Tomorrow         |
| 2025                                                                          | Given Up on Me                                                     | 53          | —           | 90          | —           | —           | —           | —           | —           | 71          |                                                                       | Hurry Up Tomorrow         |
| 2025                                                                          | I Can't Wait to Get There                                          | 65          | —           | 112         | —           | —           | —           | —           | —           | 82          |                                                                       | Hurry Up Tomorrow         |
| 2025                                                                          | Niagara Falls                                                      | 38          | —           | 99          | —           | —           | —           | —           | —           | 65          |                                                                       | Hurry Up Tomorrow         |
| 2025                                                                          | Take Me Back to LA                                                 | 55          | —           | 108         | —           | —           | —           | —           | —           | 69          |                                                                       | Hurry Up Tomorrow         |
| 2025                                                                          | Big Sleep (con Giorgio Moroder)                                    | 78          | —           | 155         | —           | —           | —           | —           | —           | 60          |                                                                       | Hurry Up Tomorrow         |
| 2025                                                                          | Give Me Mercy                                                      | 75          | —           | 154         | —           | —           | —           | —           | —           | 101         |                                                                       | Hurry Up Tomorrow         |
| 2025                                                                          | Drive                                                              | 81          | —           | 190         | —           | —           | —           | —           | —           | 104         |                                                                       | Hurry Up Tomorrow         |
| 2025                                                                          | The Abyss (con Lana Del Rey)                                       | 50          | —           | 60          | —           | —           | —           | —           | —           | 68          |                                                                       | Hurry Up Tomorrow         |
| 2025                                                                          | Red Terror                                                         | 80          | —           | 170         | —           | —           | —           | —           | —           | 106         |                                                                       | Hurry Up Tomorrow         |
| 2025                                                                          | Without a Warning                                                  | 87          | —           | —           | —           | —           | —           | —           | —           | 110         |                                                                       | Hurry Up Tomorrow         |
| 2025                                                                          | Hurry Up Tomorrow                                                  | 84          | —           | 177         | —           | —           | —           | —           | —           | 107         |                                                                       | Hurry Up Tomorrow         |
| "—" indica una pubblicazione non classificata o non pubblicata in quel Paese. |                                                                    |             |             |             |             |             |             |             |             |             |                                                                       |                           |